# Estasi del pecoreccio
Estasi del pecoreccio. Perché non possiamo non dirci brianzoli è un saggio di Tommaso Labranca pubblicato nel 1995 dalla casa editrice Castelvecchi.

## Storia editoriale
Il libro viene preparato da Tommaso Labranca pochi mesi dopo Andy Warhol era un coatto su richiesta esplicita dell'editore Castelvecchi, che visto il successo editoriale del primo libro, vuole pubblicare un secondo volume in tempi rapidi. Labranca assembla così principalmente scritti tratti dalla sua fanzine Trashaware, autoprodotta tra il 1992 e il 1994.
Questo secondo volume è anche quello meno amato da Labranca della sua intera opera, un volume che non riconosce, dato che alcuni pezzi furono aggiunti dall'editore a sua insaputa, causandogli anche problemi con alcune persone citate nel libro.
Di tutta l'opera di Tommaso Labranca il libro è attualmente introvabile, dato che non è mai stato ristampato. Labranca stesso dichiarava di non possederne nemmeno una copia.

## Edizioni
- Estasi del pecoreccio. Perché non possiamo non dirci brianzoli, 1ª edizione, Roma, Castelvecchi, 1995, ISBN 8886232454.